# Bitlis (circonscription électorale)
La circonscription électorale de Bitlis correspond à la province du même nom et envoie 3 députés à la Grande Assemblée nationale de Turquie.

## Composition
La circonscription de Bitlis est divisée en 7 districts (ilçe). Chaque district est composé d'un chef-lieu et de municipalités (communes et villages).

## Résultats électoraux

### Élections législatives de juin 2015
| Partis                   | Partis                                        | Voix | %   | Sièges | +/-           | Élus                                   |
| ------------------------ | --------------------------------------------- | ---- | --- | ------ | ------------- | -------------------------------------- |
|                          | Parti démocratique des peuples (HDP)          |      |     | 2      | Nv.           | Mizgin Irgat et Mahmut Celadet Gaydalı |
|                          | Parti de la justice et du développement (AKP) |      |     | 1      | 1             | Vedat Demiröz                          |
|                          |                                               |      |     |        |               |                                        |
| Total                    | Total                                         |      | 100 | 3      | en stagnation | -                                      |
| Inscrits / participation |                                               |      |     |        |               |                                        |

### Élections législatives de novembre 2015
| Partis                   | Partis                                        | Voix | %   | Sièges | +/-           | Élus                                   |
| ------------------------ | --------------------------------------------- | ---- | --- | ------ | ------------- | -------------------------------------- |
|                          | Parti démocratique des peuples (HDP)          |      |     | 2      | en stagnation | Mizgin Irgat et Mahmut Celadet Gaydalı |
|                          | Parti de la justice et du développement (AKP) |      |     | 1      | en stagnation | Vedat Demiröz                          |
|                          |                                               |      |     |        |               |                                        |
| Total                    | Total                                         |      | 100 | 3      | en stagnation | -                                      |
| Inscrits / participation |                                               |      |     |        |               |                                        |

### Élections législatives de 2018
| Partis                   | Partis                                        | Voix    | %     | Sièges | +/-           | Élus                       |
| ------------------------ | --------------------------------------------- | ------- | ----- | ------ | ------------- | -------------------------- |
|                          | Parti de la justice et du développement (AKP) | 73 706  | 44,82 | 2      | 1             | Cemal Taşar et Vahit Kiler |
|                          | Parti démocratique des peuples (HDP)          | 69 965  | 42,54 | 1      | 1             | Mahmut Celadet Gaydalı     |
|                          | Parti d'action nationaliste (MHP)             | 6 716   | 4,08  | 0      | en stagnation |                            |
|                          | Le Bon Parti (İYİ)                            | 5 397   | 3,28  | 0      | Nv.           |                            |
|                          | Parti républicain du peuple (CHP)             | 4 495   | 2,73  | 0      | en stagnation |                            |
|                          | Parti de la félicité (SP)                     | 1 824   | 1,11  | 0      | en stagnation |                            |
|                          | Parti de la cause libre (HÜDA PAR)            | 1 815   | 1,10  | 0      | en stagnation |                            |
|                          | Parti patriote (VATAN)                        | 539     | 0,33  | 0      | en stagnation |                            |
|                          |                                               |         |       |        |               |                            |
| Total                    | Total                                         | 164 457 | 100   | 3      | en stagnation | -                          |
| Inscrits / participation | Inscrits / participation                      | 198 961 | 83,22 |        |               |                            |

### Élections législatives de 2023
| Partis                   | Partis                                        | Voix    | %     | Sièges | +/-           | Élus                                |
| ------------------------ | --------------------------------------------- | ------- | ----- | ------ | ------------- | ----------------------------------- |
|                          | Parti de la gauche verte (YSP)                | 71 418  | 39,81 | 2      | 1             | Hüseyin Olan et Semra Çağlar Göklap |
|                          | Parti de la justice et du développement (AKP) | 67 037  | 37,36 | 1      | 1             | Turan Bedirhanoğlu                  |
|                          | Le Bon Parti (İYİ)                            | 23 126  | 12,89 | 0      | en stagnation |                                     |
|                          | Parti d'action nationaliste (MHP)             | 6 880   | 3,83  | 0      | en stagnation |                                     |
|                          | Nouveau parti de la prospérité (YRP)          | 3 737   | 2,08  | 0      | Nv.           |                                     |
|                          | Parti républicain du peuple (CHP)             | 1 410   | 0,79  | 0      | en stagnation |                                     |
|                          | Parti de la patrie (M)                        | 1 095   | 0,61  | 0      | Nv.           |                                     |
|                          | Parti de gauche (SOL)                         | 1 023   | 0,57  | 0      | en stagnation |                                     |
|                          | Parti de la grande unité (BBP)                | 592     | 0,33  | 0      | en stagnation |                                     |
|                          | Parti de la justice et de l'unité (AB)        | 475     | 0,26  | 0      | Nv.           |                                     |
|                          | Parti des droits et libertés (HAK)            | 319     | 0,18  | 0      | en stagnation |                                     |
|                          | Parti de la justice (AP)                      | 317     | 0,18  | 0      | Nv.           |                                     |
|                          | Parti de la mère patrie (ANAP)                | 305     | 0,17  | 0      | en stagnation |                                     |
|                          | Parti communiste de Turquie (TKP)             | 293     | 0,16  | 0      | en stagnation |                                     |
|                          | Parti jeune (GP)                              | 239     | 0,13  | 0      | en stagnation |                                     |
|                          | Parti de l'union du pouvoir (GBP)             | 195     | 0,11  | 0      | Nv.           |                                     |
|                          | Parti de la nation (MP)                       | 184     | 0,10  | 0      | en stagnation |                                     |
|                          | Parti des travailleurs de Turquie (TIP)       | 172     | 0,10  | 0      | en stagnation |                                     |
|                          | Parti de libération du peuple (HKP)           | 159     | 0,09  | 0      | en stagnation |                                     |
|                          | Parti patriote (VATAN)                        | 146     | 0,08  | 0      | en stagnation |                                     |
|                          | Parti de l'innovation (YP)                    | 123     | 0,07  | 0      | Nv.           |                                     |
|                          | Mouvement communiste (TKH)                    | 112     | 0,06  | 0      | Nv.           |                                     |
|                          | Parti de la victoire (ZP)                     | 58      | 0,03  | 0      | Nv.           |                                     |
|                          | Parti de la route nationale (MYP)             | 1       | 0,00  | 0      | Nv.           |                                     |
|                          |                                               |         |       |        |               |                                     |
| Total                    | Total                                         | 179 416 | 100   | 3      | en stagnation | -                                   |
| Inscrits / participation | Inscrits / participation                      | 221 007 | 81,88 |        |               |                                     |